# رختخواب

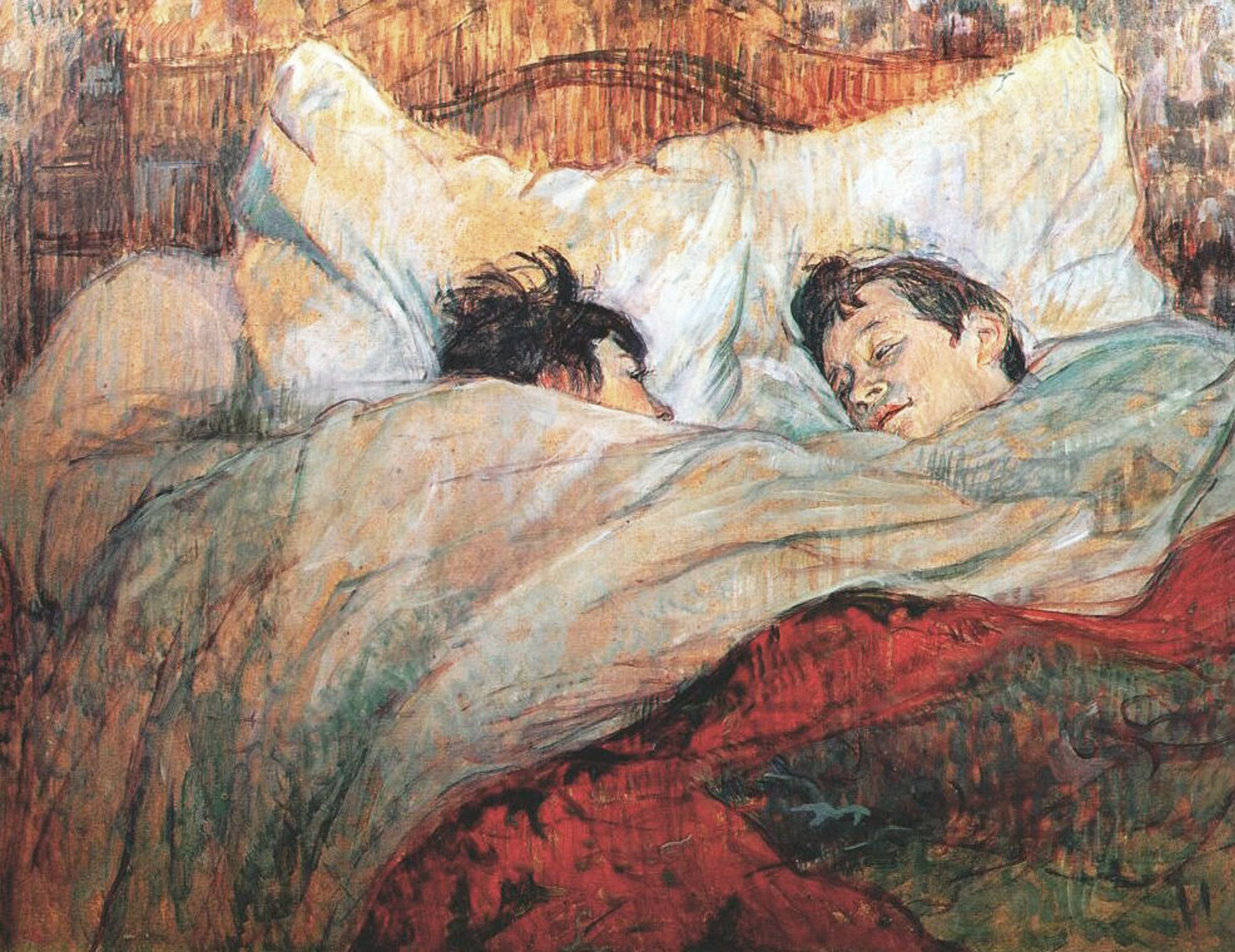
نقاشی رختخواب اثر تولوز لوترک دو نفر را در زیر پتو نشان می‌دهد.

رختخواب از دو کلمه «رخت» و «خواب» به معنی اسباب و اثاثیهٔ لازم برای خوابیدن تشکیل شده‌است و معمولاً به وسایلی گفته می‌شود که در هنگام خواب مورد استفاده قرار می‌گیرند. یکی از وسایل لازم برای رختخواب پتو می‌باشد که به نوعی روانداز گفته می‌شود که معمولاً در هنگام خواب بر روی خود می‌کشند. همچنین، زیرانداز یا لالی نیز یکی دیگر از وسایلی است که در حین خواب مورد استعمال قرار می‌گیرد؛ که این وسیله بیشتر برای گرم و نرم نگه داشتن زیر بدن مورد استعمال قرار می‌گیرد. همچنین، ممکن است که رختخواب بر روی سطح زمین یا بر روی تختخواب قرار داده شود و مورد استعمال قرار گیرد.
رختخواب یکی از اسباب بزرگ یا جایی از خانه است که برای خواب و به‌عنوان جای اصلی استراحت از آن استفاده می‌شود. در تعریف لغت‌نامهٔ دهخدا از آن، رختی است که بر آن تشک، لحاف و بالش گذاشته‌شده و برای خوابیدن مورد استفاده قرار می‌گیرد. در بسیاری از فرهنگ‌ها، رختخواب را مهم‌ترین وسیلهٔ خانه می‌دانند.
در رختخواب‌های امروزی، معمولاً از یک تشک که بر روی جعبه‌فنر قرار دارد، استفاده می‌کنند. جعبه‌فنر، جعبه‌ای به اندازهٔ تشک است که در آن چوب و فنرهایی به‌کار رفته که امکان ارتجاع بیشتر را به تشک می‌دهد. این وسیله را روی قاب تخت (که تشک را از زمین فاصله می‌دهد) یا روی توفال‌هایی در اندازهٔ یک‌درچهار اینچی می‌گذارند.
برای راحتی بیشتر، اغلب مردم یک بالش به زیر سر خود و در بالای رختخواب قرار می‌دهند. از پتو، روانداز یا ملحفه نیز برای گرم‌شدن استفاده می‌گردد.

## عناصر
- تختخواب
- روتختی
- دامن تختخواب
- میز پاتختی
- تشک
- لحاف
- پتو
- بالش
- متکا
- کیسه خواب